# Dschirib
Dschirib, auch Dschiril oder Dis, war ein persisches Stückmaß.
- 1 Dschirib = 1000 Stück Reiskörner